# اوشیساکا نو اوناکاتسوهیمه
اوشیساکا نو اوناکاتسوهیمه (انگلیسی: Oshisaka no Ōnakatsuhime; – مرگ بعد از ۴۵۳) یکی از امپراتریس‌های ژاپن، همسر امپراتور اینگیو اهل ژاپن بود.